# День освобождения Донбасса
День освобождения Донбасса — праздник, отмечаемый в Донбассе.
Отмечается ежегодно 8 сентября. В этот день в 1943 году от немецких войск был освобождён областной центр — Сталино (теперь называется Донецк).
По результатам исследования общественного мнения жителей Донецкой области в 2006 году 13 % респондентов считают День освобождения Донбасса наиболее почитаемым общенациональным праздником.

## Празднование
Празднование проходит в разных населённых пунктах Донбасса. В Донецке празднование происходит у монументов «Освободителям Донбасса» и «Жертвам фашизма». Также в Донецке возлагаются цветы к памятникам Гурову и Гринкевичу.
Масштабные мероприятия на День освобождения Донбасса проводятся на Саур-Могиле.
Землячество донбассовцев города Москвы также ежегодно отмечает этот праздник.

## Приуроченные события
Ко дню освобождения Донбасса приурочивают различные события. В 2003 году в Донецке ко дню освобождения Донбасса был приурочен региональный фестиваль «Пресса и книга Донетчины-2003». В 2007 году Дмитрий Халаджи к годовщине освобождения Донбасса поднял трубу весом 1022 килограмма — этот рекорд занесли в Книгу рекордов Украины.